# Euphorbia grosseri
Euphorbia grosseri es una especie fanerógama perteneciente a la familia de las euforbiáceas.  Es originaria de Somalia.

## Descripción
Es un arbusto grande que alcanza un tamaño de 6 m de altura, con la corteza gris, ramas subcarnosas, marrón oscuro rojizo cuando está seco. Las hojas subsésiles, obovadas, con ápice redondeado, de 4-10 x 2-6 cm, glabras, o de vez en cuando con unos pocos pelos marginales cuando jóvenes; estípulas glandulares diminutas. Las inflorescencias en cimas de 2-5 ramificadas falsas umbelas, con los rayos de 1 cm de largo, brácteas subcuadradas, 3,5 x 3,5 mm. Ciatios 10 mm de diámetro;. Glándulas 5, difusión, 3 x 3 mm, margen exterior minuciosamente crenulado. Perianto de la flor femenina evidente como una llanta de 5 lóbulos debajo del ovario pubescente; estilos 3 mm de largo, se unieron a casi la mitad con ápices engrosados. Cápsula, globosa, de 1,5 cm de diámetro., Con 9 ranuras longitudinales poco profundas de la ropa seca antes de la dehiscencia, convirtiéndose glabras en la madurez. Semillas ovoides, comprimidas lateralmente, de 5,5 x 4 mm, gris parduzco.

## Taxonomía
Euphorbia grosseri fue descrita por Ferdinand Albin Pax y publicado en Botanische Jahrbücher für Systematik, Pflanzengeschichte und Pflanzengeographie 33: 288–289. 1903.
Etimología
Euphorbia: nombre genérico que deriva del médico griego del rey Juba II de Mauritania (52 a 50 a. C. - 23), Euphorbus, en su honor – o en alusión a su gran vientre –  ya que usaba médicamente Euphorbia resinifera. En 1753 Carlos Linneo asignó el nombre a todo el género.
grosseri: epíteto otorgado  en honor del botánico alemán Wilhelm Carl Heinrich Grosser (1869-1942).
Sinonimia
- Euphorbia sacchii Chiov.	[5][6]